# 利曼區 (頓涅茨克州)

2016年前利曼區在頓涅茨克州的位置

利曼區（烏克蘭語：Лиманський район）曾是烏克蘭東部頓涅茨克州的一個區，位於該國東部，行政中心設於利曼（为州辖市，不隶属于该区），面積1,018平方公里，2013年人口21,881，人口密度每平方公里21人。2016年，利曼區被废除。